# Ins Centrum
Ins Centrum ist ein Walzer von Johann Strauss Sohn (op. 387). Das Werk wurde am 22. Juli 1880 im Wiener Prater erstmals aufgeführt. 